# Chailley
Chailley är en kommun i departementet Yonne i regionen Bourgogne-Franche-Comté i norra Frankrike. Kommunen ligger i kantonen Brienon-sur-Armancon som tillhör arrondissementet Auxerre. År 2022 hade Chailley 525 invånare.

## Befolkningsutveckling
Antalet invånare i kommunen Chailley
| Referens: INSEE |